# Col du Mollendruz
Col du Mollendruz (pol. przełęcz Mollendruz; 1180 m n.p.m.) – przełęcz w górach Jura w zachodniej Szwajcarii, w kantonie Vaud. Leży na terenie miejscowości Mont-la-Ville i Le Pont.

## Położenie
Przełęcz leży w wewnętrznym, najbardziej na południowy wschód ciągnącym się pasmie Jury. Ma formę dość rozległego spłaszczenia grzbietowego, znajdującego się na południowo-zachodnim krańcu wyrównanego i niskiego (ok. 1200 m n.p.m.) odcinka grzbietu tego pasma: pierwsze wzniesienie, przekraczające wysokość 1250 m n.p.m., leży dopiero 3 km na północny wschód od przełęczy. Na północy nad przełęczą wznosi się oddzielny masyw Dent de Vaulion (1483 m n.p.m.). Natomiast po stronie południowo-zachodniej w odległości 1,6 km od przełęczy piętrzy się stromym, częściowo skalistym zboczem Haut du Mollendruz (1440 m n.p.m.).
Na południowych stokach przełęczy, na wysokości 1100–1120 m n.p.m. znajdują się źródła potoku La Chergeaule (lewobrzeżny dopływ La Venoge, uchodzącej do Jeziora Genewskiego). Rejon siodła przełęczy i jej stoki opadające ku dolinie Joux to teren krasowy, praktycznie pozbawiony stałych cieków wodnych.

## Znaczenie komunikacyjne
Stanowi przejście z północnego krańca doliny Joux na płaskowyż Vaud, opadający ku Jezioru Genewskiemu. Łączy miejscowość Le Pont, położoną pomiędzy jeziorami Joux i Brenet przez L’Isle z Morges, leżącym na brzegu Jeziora Genewskiego.

## Historia
Obecność człowieka w rejonie przełęczy jest potwierdzona dzięki znaleziskom z pobliskiego stanowiska archeologicznego Freymond (gmina Mont-la-Ville), obejmującym okres od późnego paleolitu do środkowego neolitu. Przełęcz weszła do historii dopiero w XIII w., po założeniu opactwa Lac de Joux na terenie dzisiejszego L'Abbaye. Trakt wiodący przez nią miał znaczenie regionalne: służył łączności między opactwami w dolinie Joux i w Romainmôtier, a także komunikacji z posiadanymi przez oba klasztory dobrami (w tym winnicami) w regionie La Côte nad Jeziorem Genewskim. Prace związane z utrzymaniem i konserwacją drogi przez przełęcz są poświadczone już w 1432 r. Od XVI w., gdy miasto Morges posiadło tereny w dolinie Joux (hale i lasy), szlak przez przełęcz był wykorzystywany do przepędów bydła na letnie pastwiska, do transportu wytworzonych serów i pozyskanego drewna. Stary trakt został zastąpiony drogą, budowaną etapami w latach 1849–1868 (Le Pont-Petra Felix – col du Mollendruz) i 1871–1877 (col du Mollendruz – Mont-la-Ville).
Ok. 2 km od siodła przełęczy w kierunku Le Pont, przy rozwidleniu drogi na Romainmôtier, w obliczu potencjalnego zagrożenia ze strony hitlerowskich Niemiec, w czerwcu 1939 r. Szwajcarzy wybudowali jeden z punktów obrony granic, pozycję nazwaną Barrage de Petra Felix, składającą się z szeregu schronów bojowych i zapór inżynieryjnych (przeciwczołgowych – tzw. zęby smoka), widocznych do dziś w terenie.

## Znaczenie turystyczne
Droga wiodąca przez przełęcz (nr 129), poza wykorzystaniem do ruchu lokalnego, ma znaczenie turystyczne jako alternatywa dojazdu z rejonu Morges i Renens w środkowej części łuku Jeziora Genewskiego do doliny Joux i dalej, w region francuskiego Franche-Comté. W rejonie siodła przełęczy znajdują się dwa parkingi i bar. Przełęcz jest punktem wyjściowym wycieczek pieszych, w tym na nieodległy, najwyższy szczyt Jury leżący całkowicie w granicach Szwajcarii, Mont Tendre. Przełęcz, przejezdna przez cały rok, zimą jest bazą wypadową dla wielu wycieczek na rakietach śnieżnych i nartach turowych.